# ジョン・シーゲンソーラー歩道橋
ジョン・シーゲンソーラー歩道橋(John Seigenthaler Pedestrian Bridge ) (旧名シェルビー・ストリート橋(Shelby Street Bridge)、シェルビー・アベニュー橋(Shelby Avenue Bridge ) は、アメリカ合衆国のテネシー州ナッシュビルを流れるカンバーランド川に架かる多径間のトラス橋。1909年7月5日に開通し、2003年8月3日に歩道橋として再開した。長さは960mで、世界最長の歩道橋の1つである。

## 初期の歴史

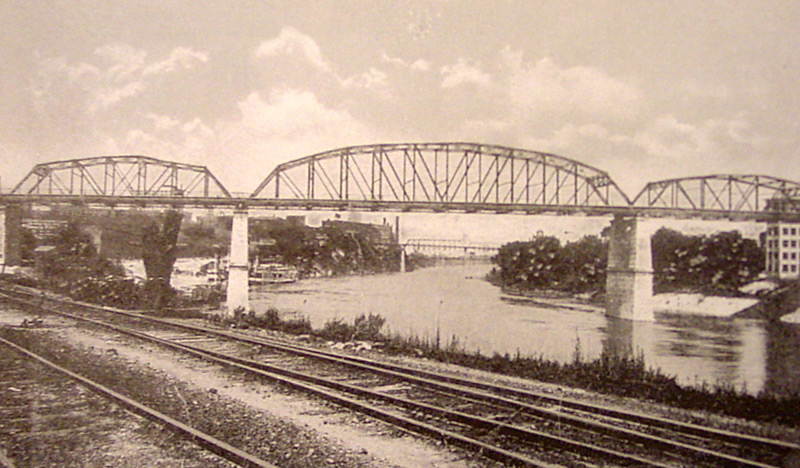
1920年代のジョン・シーゲンソーラー歩道橋

ジョン・シーゲンソーラー歩道橋は当初スパークマン・ストリート橋(Sparkman Street Bridge)と呼ばれ、ナッシュビルのダウンタウンのブロードウエイの1ブロック南に、スパークマン・ストリートとシェルビー・アベニューを繋いでいた。建設費は$475,000であった。スパークマン・ストリート橋の1年後にジェファーソン・ストリート橋も建てられた。この橋の基礎はライト・グレーのコンクリートで、上部構造は黒に塗装された鉄鋼でできていた。
コンクリートのアーチ・トラス橋では北アメリカで初であった。
ナッシュビル・チャタヌーガ・アンド・セントルイス鉄道の技師長であったハワード・M・ジョーンズが設計および監督を行なった。ジョーンズにより完成したオリジナルの設計図はメトロ交通局に保管されている。

## 修復
25年後、スパークマン・ストリート橋のコンクリートに不具合が生じてきた。1927年から1930年の間に老朽化により表面のコンクリートが風化していき、吹き付け型のガナイトで修復された。
30年後に再度修復されることとなり、ニューヨーク州オールバニのスタンダード・エンジニアリング社がこの風化した橋の修復を行なった。下請けは製鋼所のナッシュビル・ブリッジ・カンパニーが担当した。この修復期間中、ジェファーソン・ストリート橋も修復された。

## アメリカ合衆国国家歴史登録財

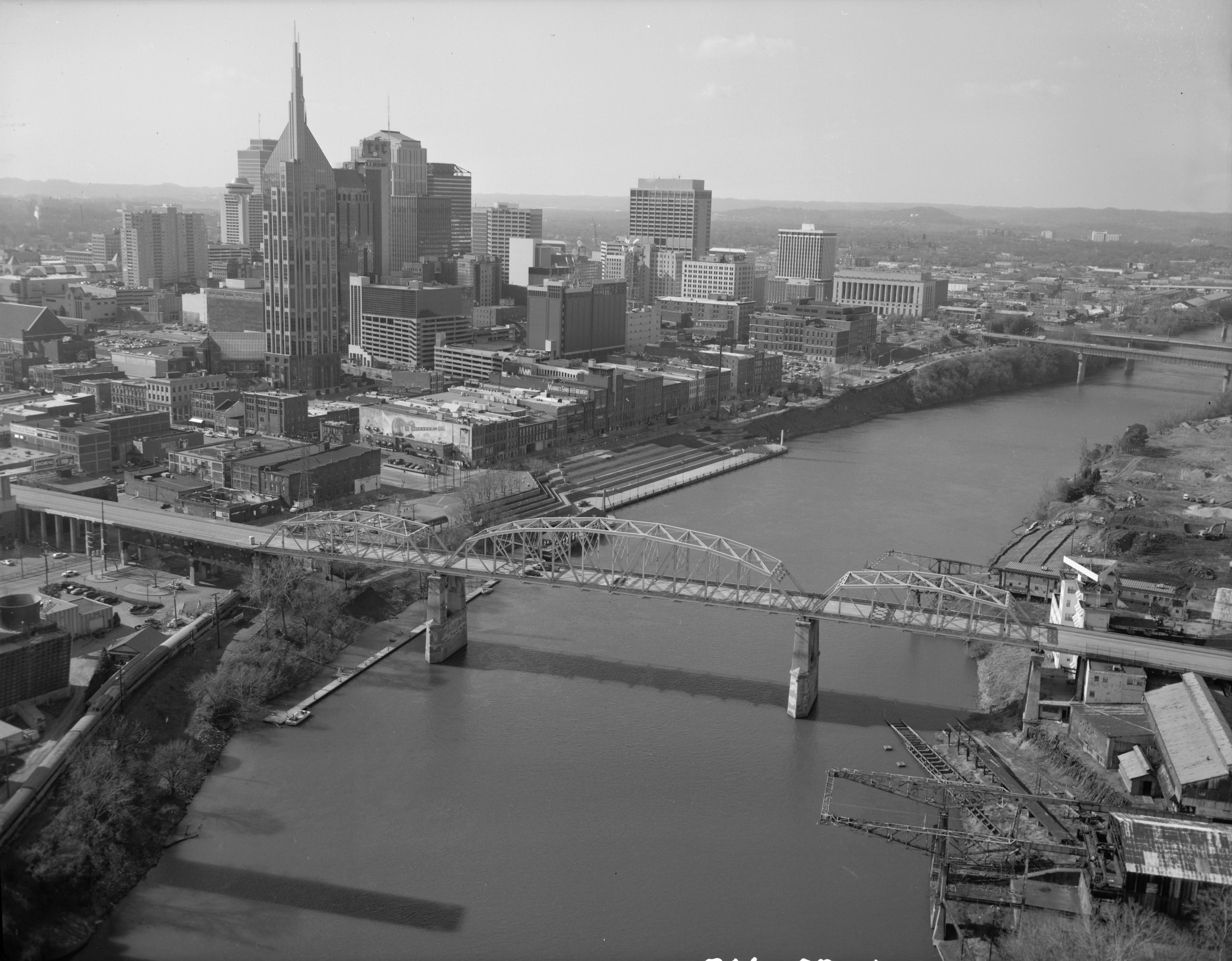
1998年のジョン・シーゲンソーラー歩道橋

1998年、ジョン・シーゲンソーラー歩道橋は特別なトラス設計によりアメリカ合衆国国家歴史登録財に認められた。ジョン・シーゲンソーラー歩道橋とジェファーソン・ストリート橋のどちらも検討されていたが、ジェファーソン・ストリート橋はジョン・シーゲンソーラー歩道橋と類似しており、またジョン・シーゲンソーラー歩道橋の方が状態が良かったためジェファーソン・ストリート橋は認められなかった。1990年、ジェファーソン・ストリート橋は取り壊され、より交通の便をよくするために新たな橋を作ることとなった。

## 閉鎖および再開
1998年、州の検査官は橋の状態が悪くなってきていることを認め、1998年、当時車両用であったこの橋は閉鎖されることになった。当初、橋は取り壊される予定であったが、美しく、建築学的にも歴史的にも価値があり、取り壊さずに歩道橋として残すこととなった。チャタヌーガの都市開発の一環で世界最長の歩道橋となったウォルナット・ストリート橋の成功が決め手となった。

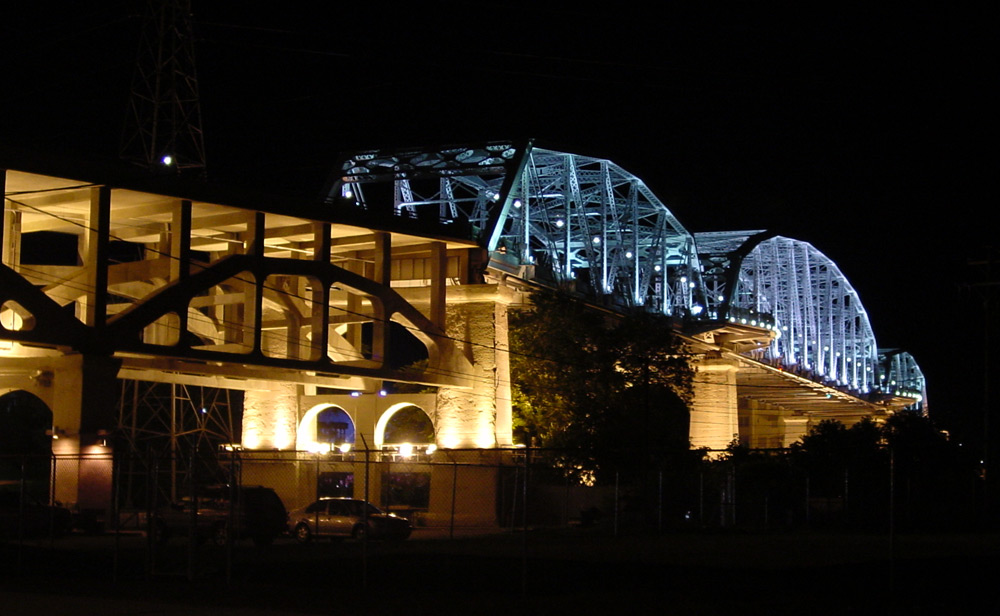
歩道橋への改変により、新たに大規模なライトアップが導入された

修復され、エレベーター、照明、階段などが設置された。15フィート(4.5m)の中央レーンはトロリー用と考えられていたが、自転車レーンとして使用されることとなった。10フィート(3m)の端のレーンは遊歩道スタイルとして高めになっている。4ヶ所の見晴台があり、金属製の柵にはカンバーランド川流域の歴史が型抜きされている。橋の修復は公園局が管轄するメトロ・ナッシュビル・グリーンウェイ・システムの一環であった。東端はニッサン・スタジアムに近く、美しい景観のペデストリアン・プラザがある。西端はスカマホン・シンフォニー・センターに面し、カントリー・ミュージック殿堂博物館、ミュージック・シティ・センター、ブリヂストン・アリーナと近い。
修復はテネシー州交通局の管理および計画により1,500万ドル強で行われた。また車両用に新たにゲイトウエイ橋が建設された。

## ミュージック・ビデオ
ナッシュビルのランドマークのアイコンとして、カントリー・ミュージックの映像作品に高頻度で登場する。2004年、ビッグ&リッチの最初のヒット曲『Save a Horse (Ride a Cowboy) 』のビデオではこの橋でのパレードが登場する。2007年、エマーソン・ドライブのヒット・シングル『Moments 』は橋の上および下で撮影された。2011年、ドリー・パートンの『Together You and I 』もこの橋の上で撮影された。

## 改名
2014年4月、公民権賛同者で3ヶ月前に亡くなったジャーナリストのジョン・シーゲンソーラーの栄誉を称え、ジョン・シーゲンソーラー歩道橋と改名した。1950年代、『テネシアン』紙の記者であったシーゲンソーラーはこの橋で飛び降りようとした自殺志願者を助けたことがある。